# دانيال ك. أوليفر
دانيال ك. أوليفر (بالإنجليزية: Daniel C. Oliver)‏ هو سياسي أمريكي، ولد في 6 أكتوبر 1865 في نيويورك في الولايات المتحدة، وتوفي بنفس المكان في 26 مارس 1924. حزبياً، نشط في الحزب الديمقراطي. وقد انتخب عضو جمعية ولاية نيويورك وانتخب عضو مجلس النواب الأمريكي.